# Arqueogenética
Arqueogenética é um termo cunhado por Colin Renfrew e refere-se à aplicação das técnicas de genética de populações moleculares para o estudo do passado humano. Isto pode implicar:
- A análise do DNA recuperado de vestígios arqueológicos, ou seja, o DNA antigo;
- A análise do DNA de populações modernas (incluindo os seres humanos e de plantas e animais domésticos) para o estudo do passado humano e à herança genética da interação humana com a biosfera; e
- A aplicação de métodos estatísticos desenvolvidos por geneticistas moleculares para dados arqueológicos.

O tema tem sua origem no estudo dos grupos sanguíneos humanos e da percepção de que este marcador genético clássico fornece informações sobre as relações entre grupos étnicos e linguísticos. Os primeiros trabalhos neste campo incluem o de Ludwik e Hanka Hirszfeld, William Boyd e Mourant Arthur. A partir da década de 1960, Luca Cavalli-Sforza usou marcadores genéticos clássicos para examinar a população pré-histórica da Europa, que culminou com a publicação de "The History and Geography of Human Genes", em 1994.
Desde então, a história genética de todos os nossos as grandes plantas domésticas (por exemplo, trigo, arroz, milho) e animais (por exemplo, bovinos, caprinos, suínos, cavalos) foi analisado. Modelos para o calendário e biogeografia de sua domesticação e criação subseqüentes foram apresentadas, principalmente com base na variação do DNA mitocondrial, embora outros marcadores estão actualmente a ser analisadas para complementar a narrativa genética (por exemplo, o cromossomo Y para descrever a história da linhagem masculina).
A mesma expressão foi também utilizada por António Amorim (1999) e definido como: obtenção e interpretação [prova] genética da história humana. Um conceito semelhante (mesmo que de uma forma mais ambiciosa, pois incluía a recriação de inferir estados extinto) foi desenvolvido na pré-época do DNA por Linus Pauling e Zuckerkandl Emile (1963).